# ميكي ماوس
ميكي ماوس (بالإنجليزية: Mickey Mouse) شخصية كرتونية اخترعها والت ديزني وأب أيوركس في سنة 1928. ميكي هو فأر أسود يسلك سلوك الإنسان وعادة ما يلبس سروال بحملات أحمر اللون وأحذية صفراء وقفازات بيضاء. ميكي ماوس من الشخصيات الأكثر شهرة في العالم وهو رمز شركة والت ديزني.
ظهر ميكي أولا في 18 تشرين الثاني 1928 في فيلم رسوم متحركة «ستيمبوت ويلي» (ويلي السفينة البخارية) بعد أن ظهر في فيلمان تمهيديان نفس السنة. واصل الظهور في أكثر من 130 فيلم من بينها «ذى باند كونسرت» (حفلة موسيكية الفرقة، 1935) و«برايف ليتل تايلور» (الخياط الصغير الشجاع، 1938) و«فانتايشة» (1940). أغلبية أفلام ميكي أفلام قصيرة ولكن بعضها أفلام طويلة.
ظهر ميكي ماوس أيضا في كثير من القصص المصورة بداية من سنة 1930. قام الرسام فلويد جوتفريدسون (بالإنجليزية: Floyd Gottfredson) بكتابة ورسم قصص مصورة لميكي ماوس لأكثر من 45 سنة وكان مؤثرا.
عادة ما يظهر ميكي ماوس مع حبيبته ميني ماوس وكلبه بلوتو وأصدقاءه بطوط وبندق.

## تاريخ ظهور الشخصية

### استوديو والت ديزني
تألف أستوديو ديزني الجديد من الرسام Les Clark والرسام Ub Lwerks الذي كان صديق لديزني منذ البداية ولم يتركه كما فعل آخرون، وصوت ميكي ماوس كان للفنان واين ألوين.

### المحاولات

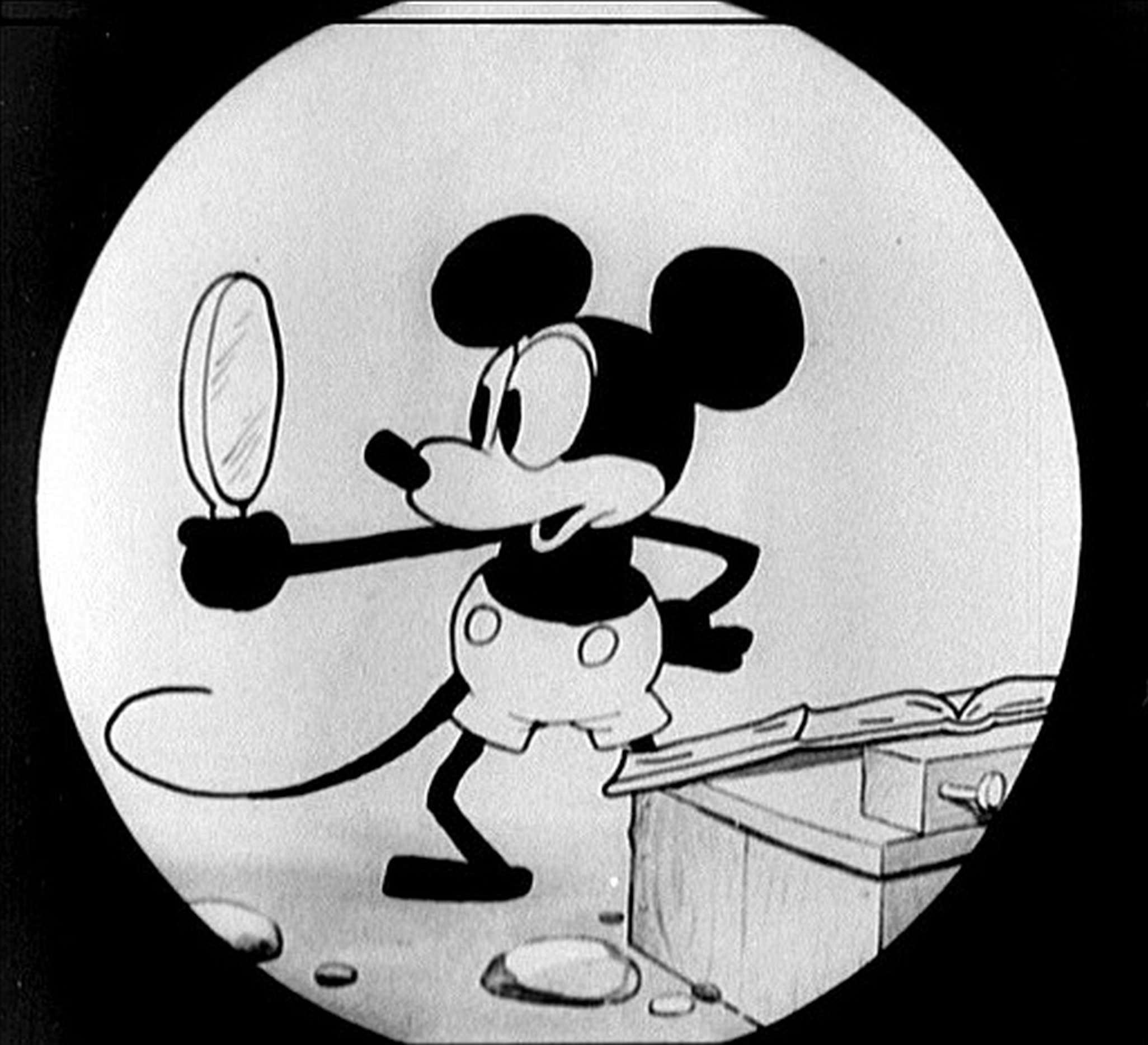

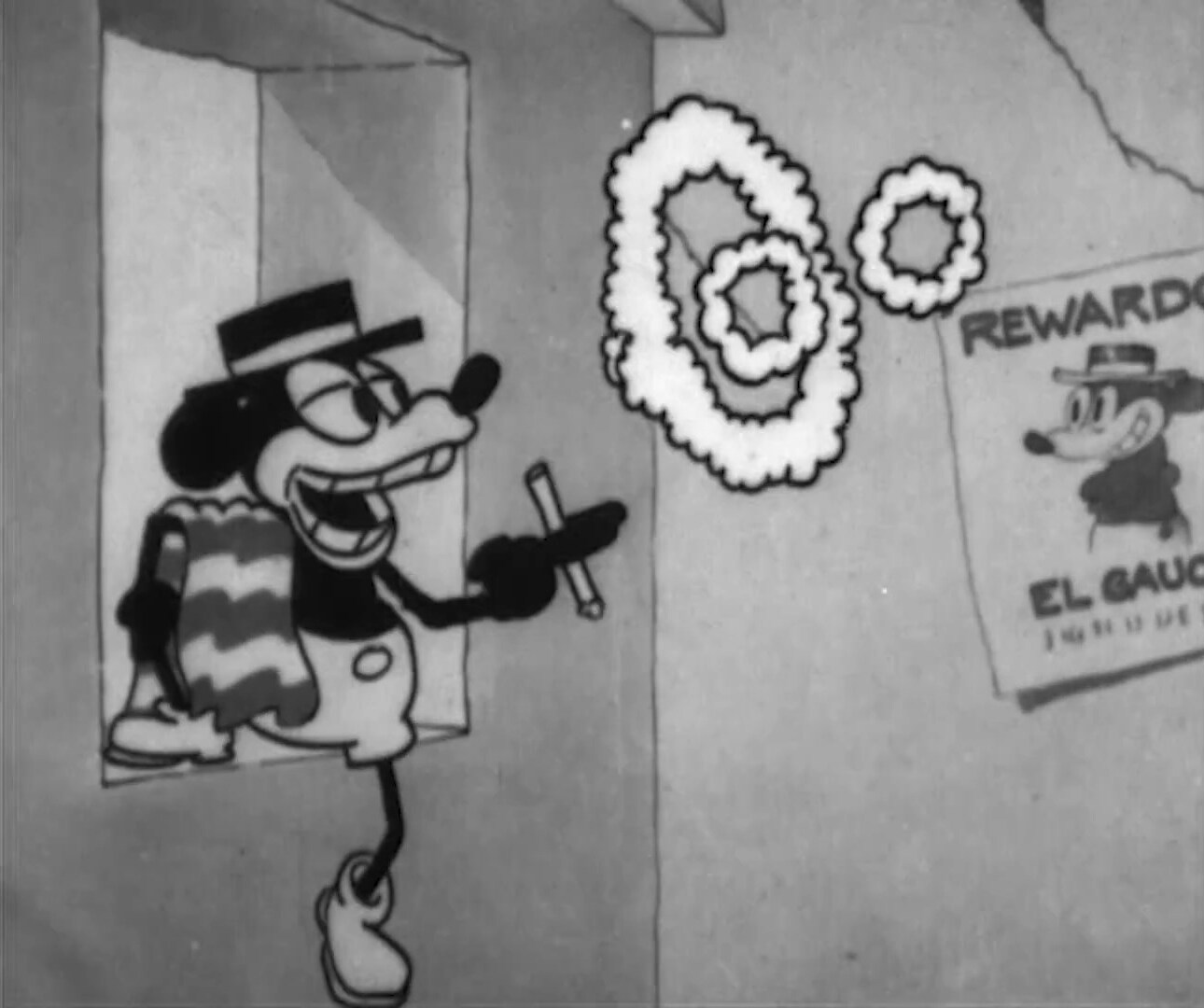

في ربيع 1928 طلب ديزني من صديقه Ub Lwerks أن يقوم برسم فكرة شخصية أخرى فحاول الثاني رسم أكثر من فكرة كانت لحيوانات فرسم كلب وقطة ورفضوا من ديزني فعاد الكرة مرة أخرى ورسم بقرة وحصان وضفدعة وتم رفضهم مره أخرى ولكنهم لاحقاً تم ضمهم إلى مسلسل ميكي ماوس كشخصيات ثانوية.

### ظهور ميكي ماوس
وأتت فكرة ميكي ماوس من فأر كان في المنزل الريفي لوالت ديزني.
والتي سرعان ما رسمها الفنان Ub Lwerks وصارت ميكي ماوس والتي تم تعديله إلى أن صارت ميكي ماوس الذي نعرفه الآن والذي شارك لأكثر من 150 فيلم كرتوني كشخصية رئيسية.

### ملامح ميكي
كانت الشخصية في البداية صامتة لعدة سنوات إلى أن بدأت في التكلم وكان الصوت في البداية صوت والت ديزني نفسه مبتكر الشخصية.
وتم تعديل في شخصية ميكي ماوس في الثلاثينات فارتدى الجورب الأبيض وذلك لتمييز اليد عندما تمر من الجسد.
ووصلت شهرة ميكي ماوس شهرة غير مسبوقة إلى أن أصبحت اللوجو الرسمي لأستوديوهات ديزني وتم إعداد برنامج عام 1955 وسمي «نادي ميكي ماوس» الذي قدمه بعض المشاهير أمثال: برتنى سبيرز (Britney spears)، وكريستينا أوجليرا (Christina Aguilera)و جوستن تمبرليك.(Justin Timberlake)
و استمر يعرض حتى صار لديزني لاند قناتهم الخاصة.

## نجاح الشخصية
من أبرز تأثيرات شخصية والت ديزني في المجتمع الأمريكي والعالم ككل أنه تم إصدار بعض الطوابع تحمل صورته، وتم تصنيع ساعات ومذكرات تحمل شخصية ميكي ماوس ولاقت نجاحاً كبيراً بل وقد تم تصنيع بعض المجوهرات على شكل ميكي ماوس، ومن الأشياء الطريفة أثناء العملية نورماندي للحلفاء خلال الحرب العالمية الثانية كانت كلمة السر لبدء العملية هي «ميكي ماوس».
وعندما سأل والت ديزني في مقابلة له في قناة تلفزيونية أي الشخصيات أقرب إلى قلبه من شخصيات والت ديزني فقال دون تفكير ميكي ماوس، ورشح والت ديزني 37 مرة للأوسكار ونال منها 22 لأفلامه الكرتونية.

## الترجمة العربية

### مطبوعات دار الهلال:مجلة ميكي

العدد الأول لمجلة ميكي العربية لدار الهلال في 1/1/1959 بعد خمسة أعداد خاصة لمجلة سمير

كان أول ظهور لقصص مصورة لميكي ماوس مترجمة للغة العربية في 5 أعداد ابتداء من تاريخ 17 إبريل 1958 في مجلة سمير التابعة لدار الهلال المصرية، لتي كانت تعنى بتعريب الكوميكس البريطاني والفرنسي. وبعد ذلك قامت دار الهلال في يناير 1959 بإخراج العدد الأول من مجلة ميكي مرة كل شهر التي أسستها، ثم مرة كل أسبوع بدءا من العدد 36 في 1961، لتواصل صدورها حتى 2003، قبل أن تسحب الحقوق وتباع لدور نشر عربية أخرى.
و ترأست تحريرها ناديا نشأت أحد أصحاب دار الهلال (وقد سبق لها تقديم تان تان للعربية لأول مرة في مجلة سمير) ثم عوضتها في المنصب منذ 1966 نائبتها عفت ناصر حتى العام 2002.
اعتمدت المجلة في البداية الأسماء الأجنبية مثل غوفي (حتى العدد 13) ودونالد داك (حتى العدد 4)، لكنها عربت اسم العم دهب منذ أول ظهور له بالمجلة. كما نشرت عدة قصص متنوعة أجنبية وعربية، تميزت منها قصص ميكي المرسوم من قبل رسامين عرب، وأبرز أول المجهودات «ميكي: مسحراتي عبر الزمن» من تأليف مجدي نجيب ورسوم محمد التهامي في مجلة ميكي عدد 346 لرمضان 1967.

### ميكي جيب لدار الهلال
ميكي جيب هي مثل مجلة صغيرة اخترعتها دار الهلال وهي صممت من رسومات ابيض واسود وهذه المجلة تصدر شهريا

### الأشرطة الكرتونيةالمدبلجة

عرض أول شريط صور متحركة لميكي ماوس بالعربية في مصر في 1930 وتواصلت دبلجة أفلام ديزني للعربية حتى أواخر الخمسينات عندما اختفت تدريجيا لتحل محلها القصص المصورة المطبوعة. لكن بدءا من سنة 1994 عادت عملية دبلجة أفلام ديزني للعربية. تولى فنان الأوبيرا المصري اشرف سويلم أداء صوت دور ميكي ماوس في النسخة العربية الجديدة.

## شخصيات عالم ميكي ماوس

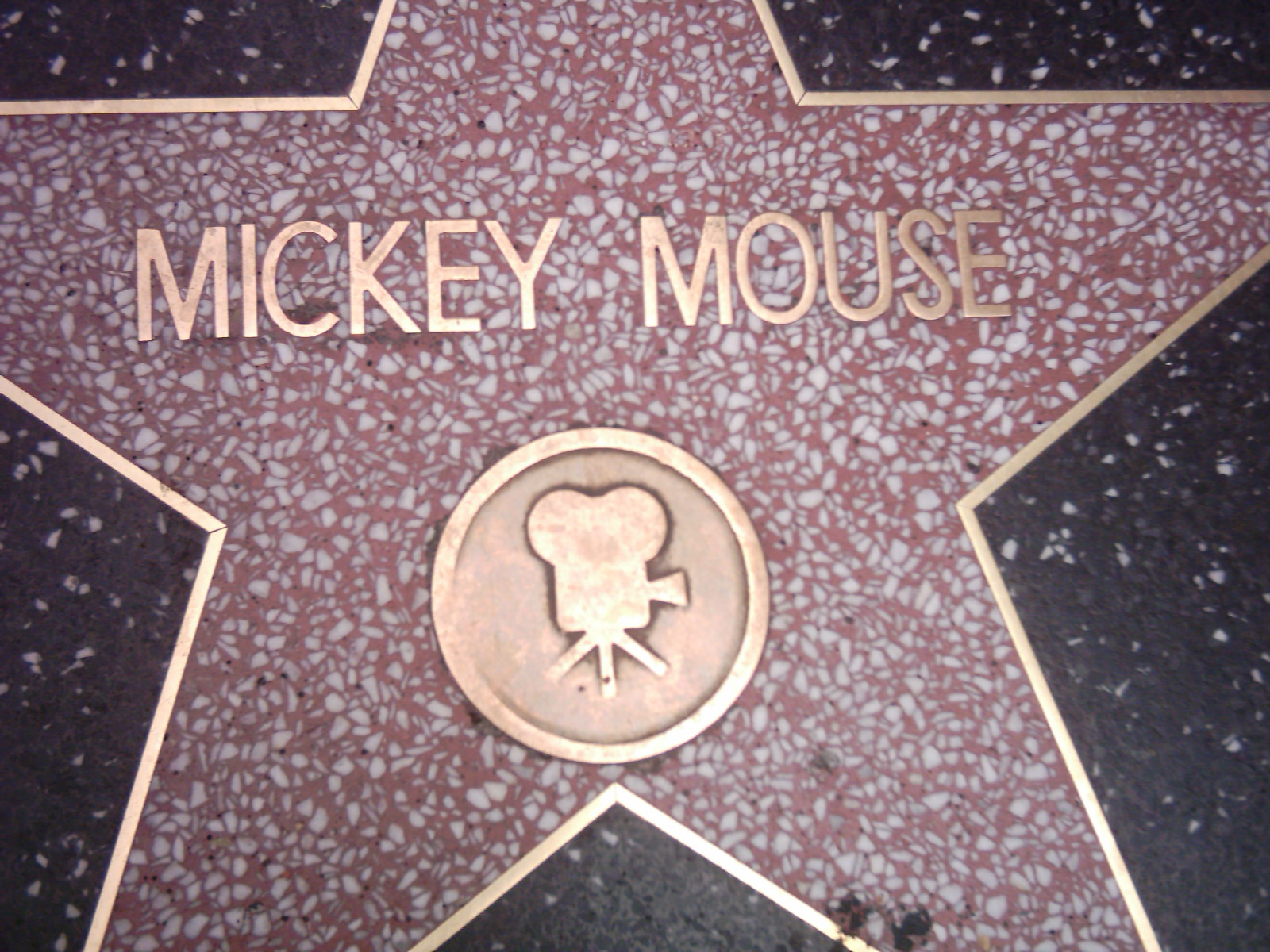

- ميني ماوس(Minnie Mouse): خطيبة ميكي ماوس.
- بندق (بالإنجليزية: Goofy): صديق ميكي، وهو غير نبيه الذهن لكنه طيب الطباع. وجهه على هيئة كلب. يصبح سوبر بندق (أو بندق الخارق) عندما يتناول حبوب الفول السوداني الخارقة التي تنمو في حديقته. له أيضا مثل ميكي ابن أخ صغير يدعى «عقدة» (Gilbert Goof) ذكي بالفطرة. كما أن لدى بندق ابنا في مسلسل مغامرات بندق الكرتوني (Goof Troop) يدعى «عَدْس» (Max).
- بلوتو(Pluto): كلب ميكي المخلص.
- محروس بتاع كُلُه (Horace Horsecollar): صديق لميكي، وهو ليس غبيا مثل بندق. لديه خطيبة اسمها كوكبة (Clarabelle Cow)، ويتشارك معها في الشبه بالخيول أو العجول في المظهر.
- دنجل (Pete): هو يتقمص في كثير الأحيان أدوار الشر في قصص ميكي.
- الشبح الأسود(Phantom Bolt): شرير آخر وعدو لميكي.
- سنجب وسنجوب (Chip 'n' Dale): السنجابان.
- فوفو و تيتي (Morty and Ferdie Fieldmouse): هما الأخوان الصغيران الفأران قريبي ميكي ماوس.
- أوزوالد الأرنب (Oswald the Rabbit): «شقيق» ميكي، وظهر في عدد من الأفلام المبكرة قبل أن يبع والت ديزني ملكيته الفكرية. كان أول ظهور له باللغة العربية في لعبة «إبيك ميكي 2».

في غالب الأحيان لا يتداخل عالما مدينة البط وعالم ميكي ماوس حيث يلتقي ميكي ببطوط وشخصيات عالمه في الكوميكس الورقي إلا نادرا في بعض القصص الإيطالية. لكن بعض الأشرطة الكرتونية التلفزيونية والألعاب تفسح المجال لهذه اللقاءات.

## أنظر أيضاً
- الأمير والفقير (فيلم 1990)
- توم وجيري

## وصلات خارجية
- ميكي ماوس على موقع الموسوعة البريطانية (الإنجليزية)
- ميكي ماوس على موقع ميوزك برينز (الإنجليزية)

- ميكي؛ صور لميكي ماوس.
- ميكي ماوس
- ثمانين عام على ميكي ماوس